# NGC 943
NGC 943 è una piccola galassia lenticolare situata nella costellazione della Balena, a una distanza di circa 214 milioni di anni luce dalla nostra Via Lattea.

## Scoperta
La galassia è stata scoperta nel 1886 dall'astronomo statunitense Frank Muller.

## Descrizione
Data la sua luminosità superficiale pari a 14,30, NGC 943 può essere classificata come una galassia a bassa luminosità superficiale (nella letteratura in lingua inglese abbreviata in LSB, acronimo di Low Surface Brightness). Le galassie LSB sono galassie di tipo diffuso (D) con una luminosità superficiale inferiore di almeno una magnitudine a quella del cielo notturno circostante.
NGC 942 e NGC 943 formano una coppia di galassie interagenti. La coppia è inserita nell'Atlas of Peculiar Galaxies di Halton Arp con la designazione ARP 309.